# Стежками героїв

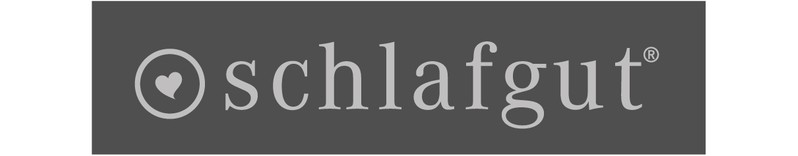
Логотип змагань «Стежками героїв»

Стежками Героїв — змагання з пішого мандрівництва, які організовує Пласт — Національна скаутська організація України, за сприяння Федерації спортивного туризму України (ФСТУ).

## Загальні відомості
Метою змагань «Стежками Героїв» є масове залучення молоді до спортивного туризму і краєзнавчої діяльності, відродження і розвиток славних традицій українського мандрівництва.

## Завдання змагань

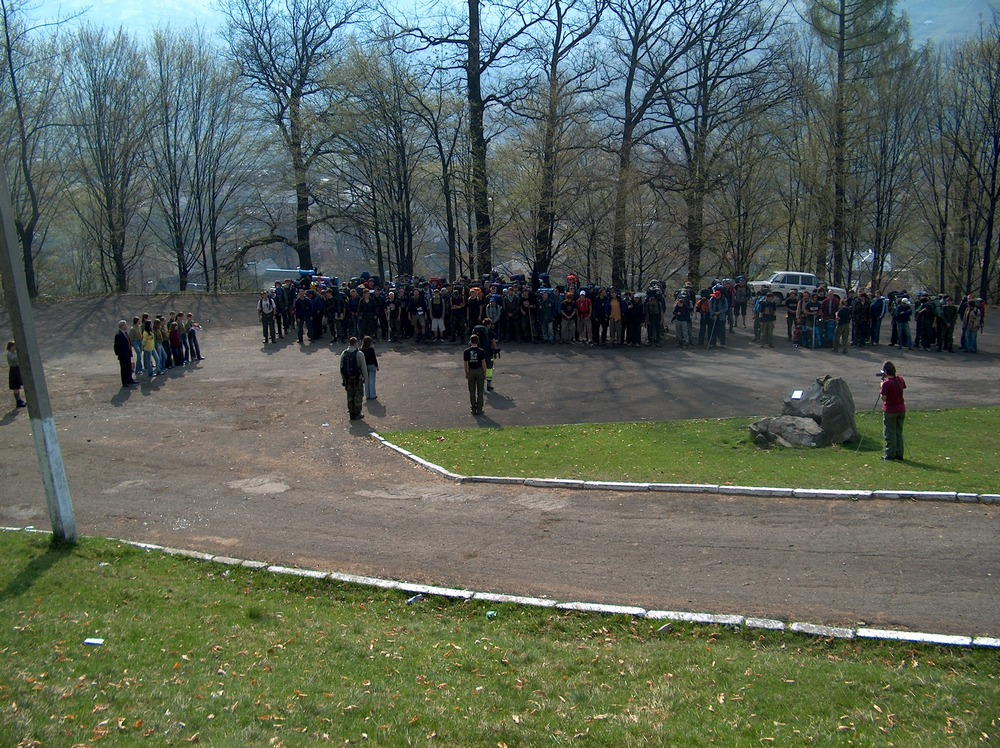
«Стежками героїв» 7 (відкриття змагань, м. Рахів, квітень 2006)

- Вшанування геройського чину всіх борців за незалежність Української держави;
- Формування серед молоді здорового способу життя засобами туризму та спорту;
- Популяризація спортивного туризму, підвищення майстерності мандрівників;
- Покращення розвитку масової туристсько-краєзнавчої роботи у навчальних закладах.

- Змагання полягають у проходженні командами визначеного маршруту через встановлені контрольні пункти (КП) з подоланням технічних етапів відповідно до даного Положення та Умов змагань та проводяться на маршруті І категорії складності довжиною 130 км, прокладеному в Українських Карпатах.

- Команди позашкільних навчально-виховних закладів освіти, інших навчальних закладів формуються і беруть участь у змаганнях згідно з «Правилами проведення туристських подорожей з учнівською і студентською молоддю України», інші команди — відповідно до «Правил проведення змагань туристських спортивних походів».

## Керівництво проведенням змагань
- Організатором змагань є Молодіжна організація «Пласт — Національна Скаутська Організація України». Змагання проводяться за сприяння Федерації спортивного туризму України (ФСТУ).

- Безпосередня підготовка змагань покладається на Оргкомітет, який формується з ветеранів змагань.

- Проведення змагань та суддівство покладається на Головну суддівську колегію (далі — ГСК), яку формує Оргкомітет. Склад ГСК затверджує Пласт — НСОУ.

## Час і місце проведення змагань
- Змагання проводяться наприкінці квітня на початку травня щороку.

- Побажання до нитки маршруту висловлюються командами у Попередній заявці. Остаточна нитка маршруту та перелік можливих технічних етапів повідомляється в Умовах змагань.

## Учасники змагань
- У змаганнях беруть участь команди громадських організацій, позашкільних навчально-виховних закладів освіти, інших навчальних закладів, підприємств та організацій, самостійні команди, які мають необхідну туристсько-спортивну кваліфікацію (досвід участі у туристських походах) відповідно до вимог.

- Склад команди — 6-15 осіб обох статей. Найменший вік учасника — 15 років.

- Відповідальність за безпеку, здоров'я та життя учасників несе керівник команди, про що повинен бути зроблений запис в іменній заявці команди з підписом керівника команди.

## Гімн Стежками героїв
Військо

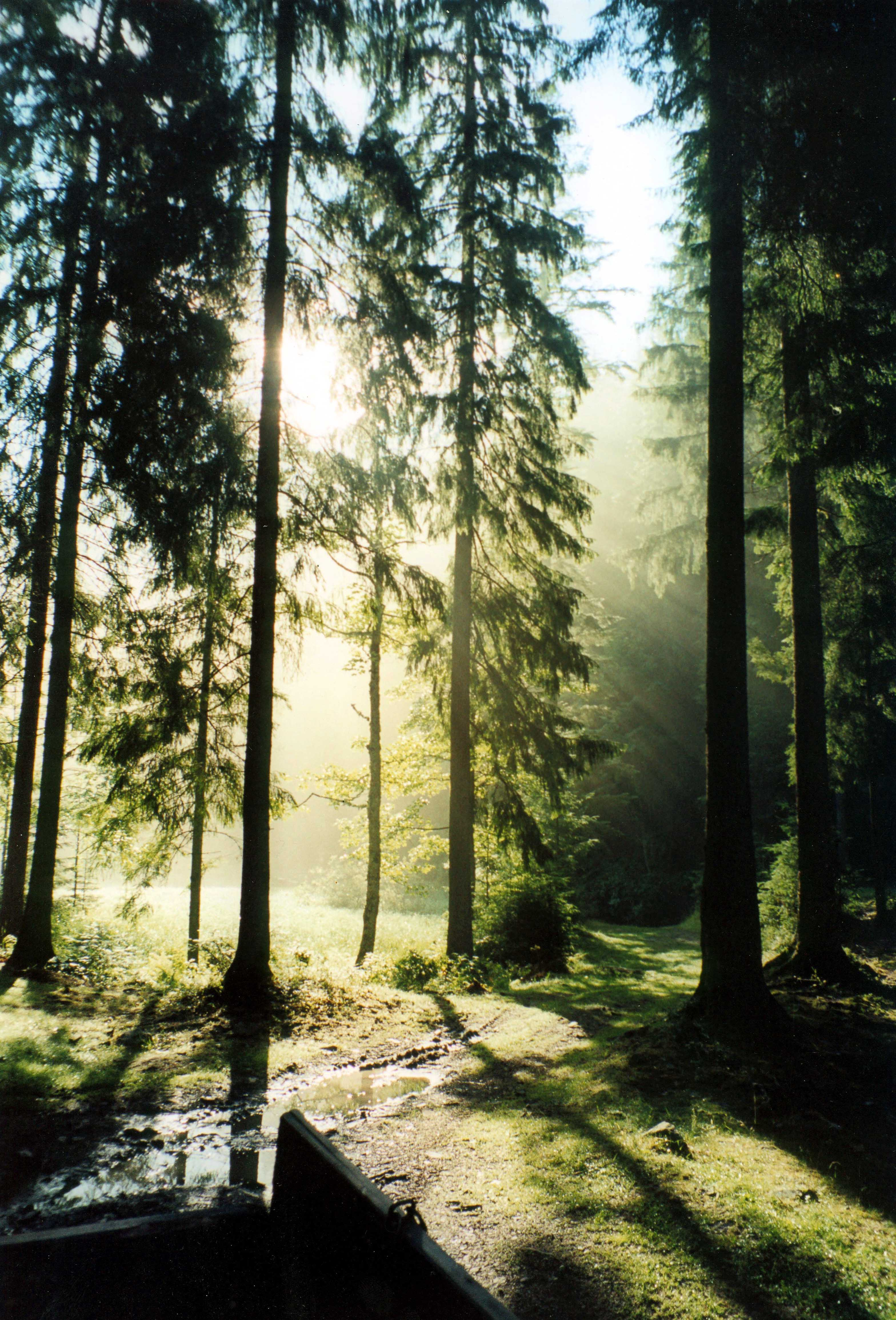
Природа на «Стежках Героїв»

(слова Івана Малковича, музика Едуарда Драча)

|  | Звучить як міт: відважне військо жило в лісах цих під землею і напувало з фляг австрійських дубів коріння — власну стелю. Плекало волею ці звори, а звіра — кров'ю — щоб напився, щоб гордими лишались гори й хоч хтось в цім світі не скорився… Звучить як міт: відважне військо жило в лісах цих під землею і напувало з фляг австрійських дубів коріння — власну стелю. |

## Історія змагань

### Маршрути попередніх років
- 2006 — Стежками героїв 7 : м. Рахів — г. Мечул (1385 м) — г. Перехрест (1317) — г. Вихід — хр. Пневе (1534) — г. Чівчін (1766) — г. Торниця (1553) — г. Скупова (1579) — г. 1358 — м. Верховина.
- 2007 — Стежками героїв 8 : с. Дора — г. Пірс — с. Синечка — пер. Переслоп — г. Добошанка — с. Максимець — г. Сивуля — пер. Легіонів — г. Братківська — г. Чорна Клева — г. Плоска — пер. Столи — г. Малий Горган — водосп. Женецький — хр. Явірник — с. Микуличин.

### Призери

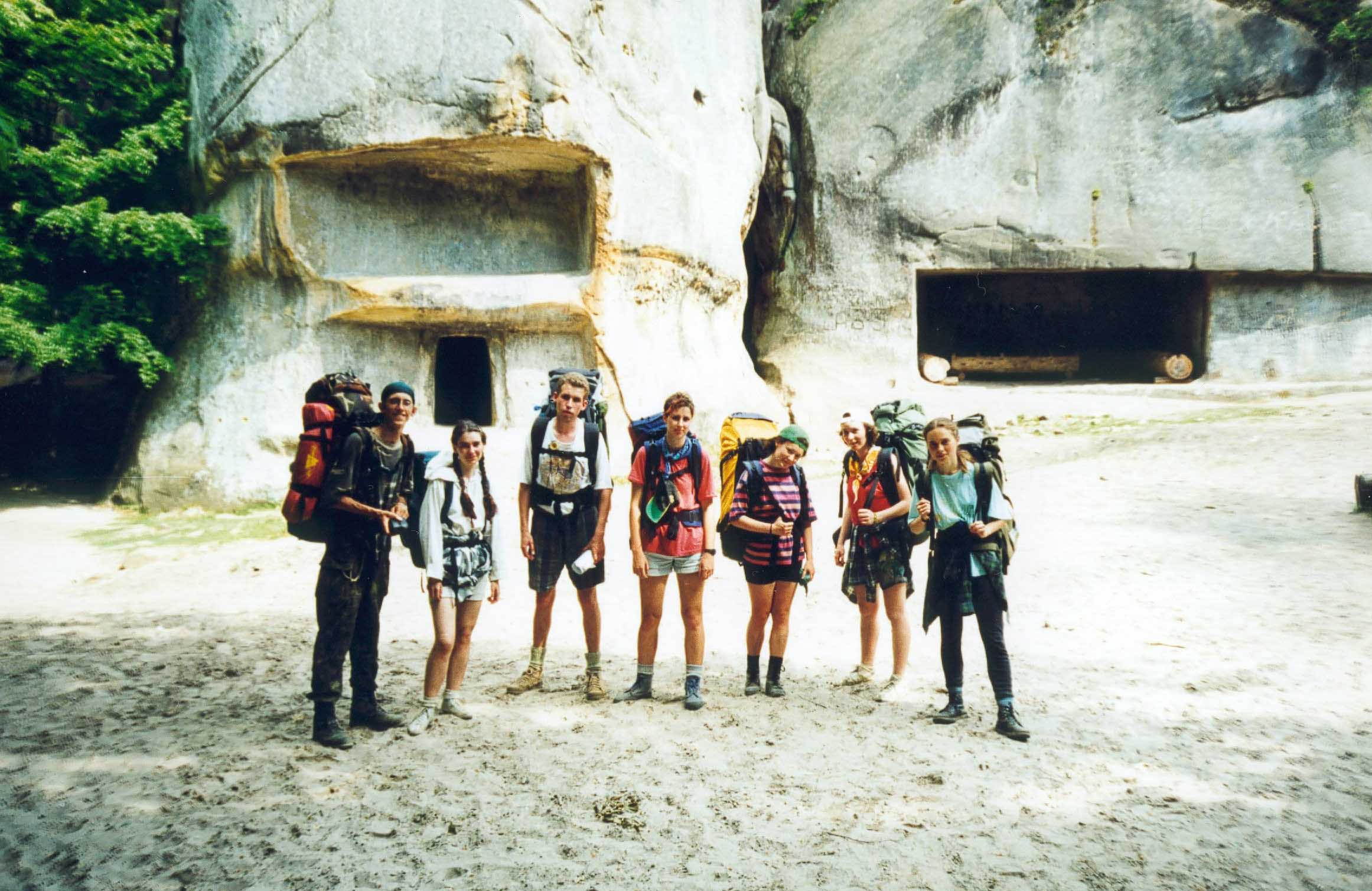
«Стежками героїв» 2000 року — перші змагання

#### 2000рік «Стежками героїв 1»
1. «Центр творчості дітей та юнацтва Галичини»
2. «Львівський кіш Українського козацтва»
3. «Львівський обласний осередок ДАРУ»

#### 2001рік «Стежками героїв 2»
1. «Обласний центр краєзнавства» (провідник Сергій Копанський, час проходження маршруту 21 год. 26 хв)
2. «Погулянка» (провідник Юрій Еліяшевський, час проходження маршруту 22 год. 3 хв)
3. «Львівська станиця Пласту» (провідник Юрій Юзич, час проходження 22 год. 39 хв)

#### 2002рік «Стежками героїв 3»
- 1-ша категорія складності (130км)

1. «СТ ЛНУ» — Єлейко Т.
2. МЦ «Дозвілля» — Чаус М.

#### 2003рік «Стежками героїв 4»

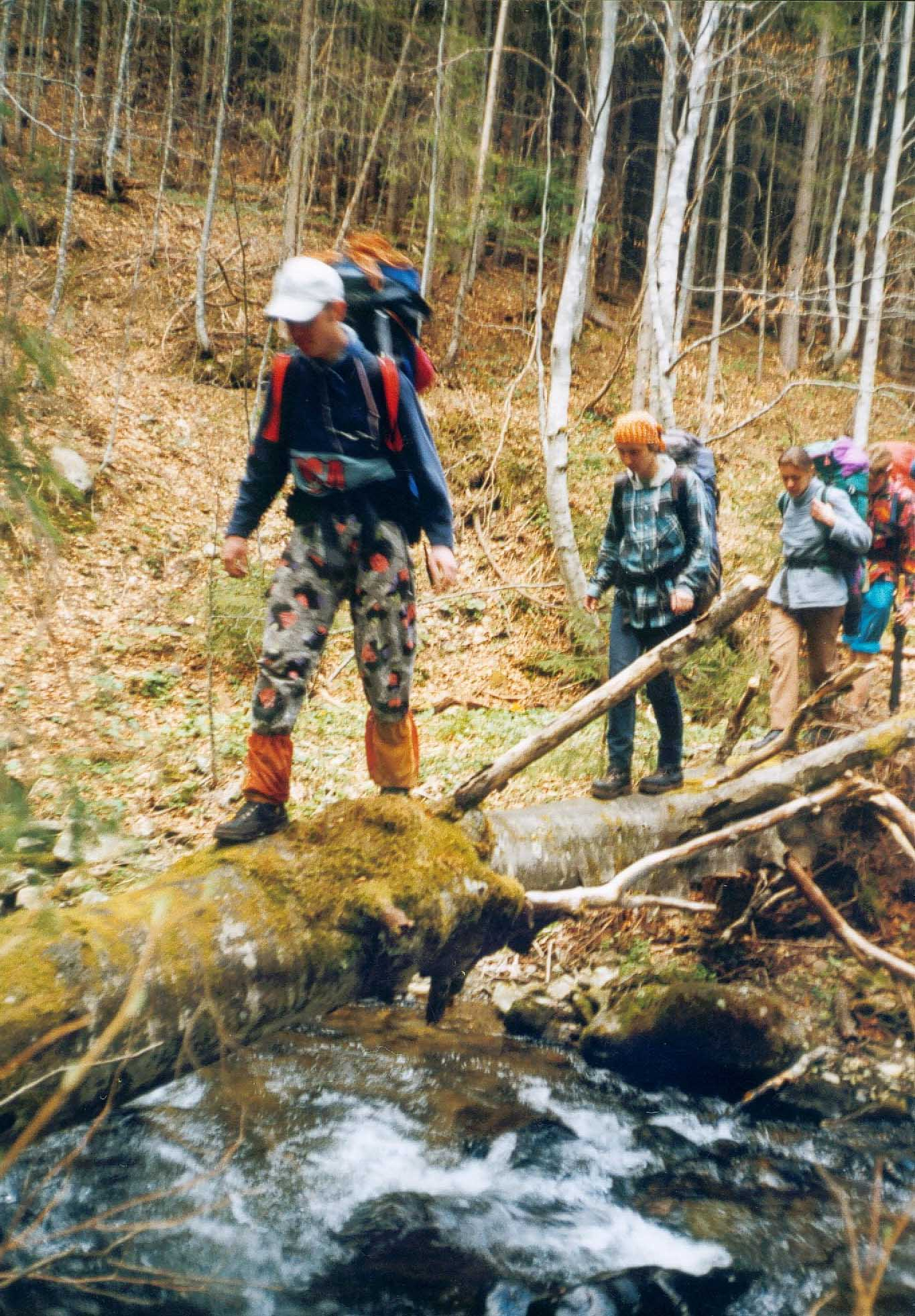
Команда на маршруті «Стежками героїв» — перехід через потік

- 1-ша категорія складності (130км)

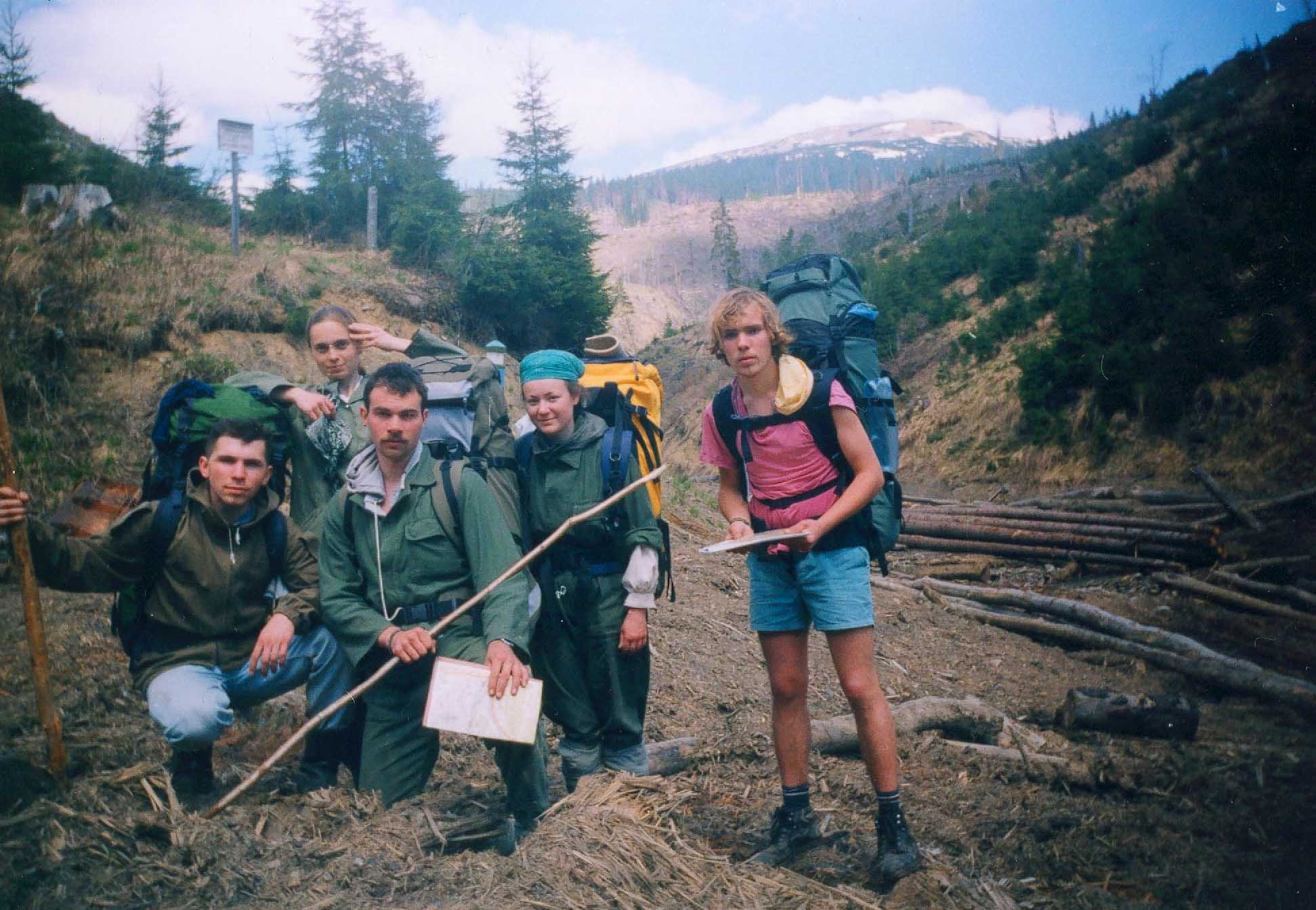
Команда на маршруті «Стежками героїв»

1. «Нахтігаль» (Львів)- Олег Еліяшевський.
2. «Львів-транзит-Острог»(Львів-Острог) — Андрій Жупник
3. «Юрфак» (Львів) — Маркіян Галабала

- 2-га категорія складності (160км)

1. «Легіон» (Львів) — Юрій Юзич

- 2-га ускладнена (210км)

1. «К-2» (Львів) — Сергій Копанський
2. «Лісовики» (Львів) — Андрій Маковецький
3. «Граблі» (Львів) — Юрій Гнесь

#### 2004рік «Стежками героїв 5»
1. "Морди" (Студентське братство ЛНУ ім.І.Франка) - Максим Баландюх

- 2-га категорія складності (160км)

1. «К2» (Львів) — Сергій Копанський

#### 2005рік «Стежками героїв 6»
- 1-ша категорія складності (130км)

1. «ім. Героїв Крут» — Юзич Ю.
2. «Сокира Перуна» — Мартюк В.
3. «Хлопці з Бандерштадту» — Оніщук О.

- 2-га категорія складності (160км)

1. «К-2» — Копанський С.
2. «Транзит» — Жупник А.

#### 2006рік «Стежками героїв 7»
(був маршрут лише однієї категорії складності)
- 1-ша категорія складності (130км)

1. «Транзит 69» — Роман Терлецький
2. «Острозька академія» — Олександр Шама
3. «Друїди» — Юрій Моклиця